# Trikkur
Trikkur es una ciudad censal situada en el distrito de Thrissur en el estado de Kerala (India). Su población es de 13093 habitantes (2011). Se encuentra a 9 km de Thrissur y a 64 km de Cochín.

## Demografía
Según el censo de 2011 la población de Trikkur era de 13093 habitantes, de los cuales 6465 eran hombres y 6628 eran mujeres. Trikkur tiene una tasa media de alfabetización del 95,41%, superior a la media estatal del 94%: la alfabetización masculina es del 97,11%, y la alfabetización femenina del 93,78%.